# کاترینا ون درهام
کاترینا ون درهام (به انگلیسی: Katarina Van Derham) (متولد ۱۱ دسامبر ۱۹۷۵ ‏(۴۹ سال)) یک مدل ، بازیگر و ناشر اهل اسلواکی است.  کاترینا در سریال دارودسته دوست دختر باب سجت بود.
ون درهام در اسلواکی متولد شد.  او یک برادر دارد.  کاترینا ون درهام در سال ۱۹۹۸ در سن ۲۲ سالگی به ایالات متحده رفت و او آن زمان فقط ۵۰۰ دلار در پول داشت.او یک گیاهخوار است.